# Вергер, Эстер
Эстер Мари Вергер (нидерл. Esther Mary Vergeer; род. 18 июля 1981 года, Вурден, Нидерланды) — нидерландская теннисистка-колясочница. 42-кратная чемпионка турниров Большого шлема в женском одиночном и парном разрядах на инвалидных колясках, 22-кратная победительница итогового турнира по теннису на инвалидных колясках, семикратная чемпионка Паралимпийских игр. Первая ракетка мира среди игроков на инвалидных колясках с 1999 года и до момента ухода из профессионального спорта в 2013 году. Не проиграла ни одного одиночного матча с января 2003 года до окончания карьеры — рекордная серия составила 470 выигранных матчей; обладательница 169 одиночных и 159 парных титулов. Член Международного зала теннисной славы с 2023 года.

## Детство и ранние годы
Эстер Вергер родилась 18 июля 1981 года в городе Вурден в Нидерландах, её мать, Инеке, была медсестрой, отец, Тон, — пожарным. Эстер была вторым ребёнком в семье, старшим был её брат, Сандер.
До шестилетнего возраста девочка нормально развивалась и не испытывала проблем со здоровьем. Впервые она была госпитализирована 21 марта 1988 года, после того как почувствовала себя плохо и потеряла сознание во время школьного урока по плаванию. Обследование показало наличие внутримозгового кровоизлияния и скопления жидкости. Была сделана операция по дренированию, и через шесть недель Эстер выписалась из больницы, хотя врачам не удалось установить причину заболевания.
В июне 1989 года, снова после урока плавания, Эстер почувствовала сильнейшие головные боли, боли в области шеи и давление на глаза, повторное обследование также не выявило никакой патологии. В октябре того же года девочка стала жаловаться на боли в паху и 14 ноября была направлена на эпидуральную анестезию; во время процедуры она почувствовала себя очень плохо и снова была госпитализирована. Тем не менее и в этот раз врачи не сумели поставить диагноз, Эстер оставили в больнице для проведения дополнительных обследований, но с началом школьных каникул временно отпустили домой. Во время каникул она была экстренно доставлена в больницу, снова с кровоизлиянием в мозг, и ей опять была сделана срочная операция по дренированию. На этот раз ей был поставлен правильный диагноз: сосудистая миелопатия — болезнь сосудов, приводящая к нарушению кровоснабжения спинного мозга.
15 января 1990 года Вергер была сделана длившаяся девять часов операция, после которой она осталась парализованной на обе ноги. Повторная операция, проведённая в марте, не принесла успеха. В ходе курса реабилитации Эстер научилась играть в волейбол, баскетбол и теннис на инвалидных колясках.

## Теннисная карьера

### 1995—1997. Начальный этап
Первоначально Эстер специализировалась на баскетболе и была приглашена в состав национальной сборной, которая выиграла чемпионат Европы для инвалидов по баскетболу в 1997 году, хотя ещё в 1995 году девочка приняла участие в профессиональных соревнованиях по теннису, в 1996 году завоевала первый титул, победив на турнире в Утрехте, а в августе 1997 года в составе сборной Нидерландов выиграла командный Кубок мира для теннисистов-колясочников.
По словам самой спортсменки, выбор между теннисом и баскетболом, который она сделала в 17 лет, был очень трудным решением, но впоследствии она никогда о нём не жалела.

### 1998—2003. Путь к вершине
Первый крупный успех пришёл к Эстер в 1998 году, когда она выиграла итоговый «Мастерс» в одиночном разряде, завоёванный титул оказался началом серии из четырнадцати побед подряд на этом престижном турнире. 20 октября 1998 года она впервые поднялась на первую строчку мирового рейтинга в парном разряде, а 6 апреля 1999 года — в одиночном.
В 2000 году Вергер впервые приняла участие в Паралимпиаде (в Сиднее) и одержала победу как в одиночном, так и в парном (вместе с Майке Смит) разрядах, при этом в одиночном турнире она не проиграла ни одного сета на пути к титулу. 2 октября того же года Эстер снова стала первой ракеткой мира и уже не уступала эту позицию до завершения карьеры в 2013 году. Помимо этого, она, уже в третий раз подряд, выиграла итоговый «Мастерс» в одиночном разряде и дошла до финала в парном турнире, который проводился впервые.
В 2002 году Вергер победила в одиночном разряде на своём первом турнире Большого шлема — Открытом чемпионате Австралии. Это был первый турнир Большого шлема, включивший в программу соревнования колясочников — турнир для спортсменов-инвалидов на Открытом чемпионате США стал проводиться с 2005 года, на Ролан-Гаррос — с 2007, а на Уимблдоне с 2009 года и только в парном разряде, поскольку считалось, что передвижение на коляске по травяному покрытию чрезвычайно затруднено; соревнования одиночек в рамках Уимблдонского турнира стали проводиться только с 2016 года. В 2002 году Эстер также впервые получила престижную награду Laureus World Sports Awards в категории «Спортсмен-инвалид года».
В 2003 году Вергер снова победила на Открытом чемпионате Австралии, а в составе сборной Нидерландов выиграла командный Кубок мира для теннисистов-колясочников. В январе этого года она потерпела своё последнее поражение в одиночном разряде, проиграв в четвертьфинале турнира в Сиднее австралийской спортсменке Даниеле Ди Торро.

### 2004—2011. Доминирование в туре
2004 год Вергер начала с победы в Австралии, на этот раз — в обоих разрядах, турнир пар проводился впервые. На Паралимпийских играх в Афинаx ей удалось повторить золотой дубль, победив в парных и одиночных соревнованиях, причём в одиночной части программы она снова не проиграла ни одного сета. В паре её партнёршей, как и на Паралимпиаде в Сиднее, была Майке Смит.
В 2005 году Вергер пропустила Открытый чемпионат Австралии, но победила на первом турнире для инвалидов, проводившемся в рамках Открытого чемпионата США, и в одиночном, и в парном разрядах. В финале одиночного турнира она победила соотечественницу и партнёршу по паре Кори Хоман со счётом 6-2, 6-1.
В 2006 году Вергер покорились, снова в обоих разрядах, оба проводившихся тогда турнира Большого шлема, с этого года с ней в паре играла соотечественница Йиске Гриффьюн.
В 2007 году соревнования колясочников стали проводиться и на «Ролан Гаррос», и Вергер победила и в одиночном, и в парном разрядах уже на трёх турнирах Большого шлема за год. Кроме того, после победы в первом круге на Открытом чемпионате Франции её рекордная серия в одиночном разряде достигла 250 выигранных подряд матчей.
На открытии Паралимпийских игр в Пекине в 2008 году теннисистка была знаменосцем сборной Нидерландов. В одиночном разряде Вергер победила третий раз подряд. До финала она снова дошла, не проиграв ни одного сета, но в финальном матче впервые за долгое время оказалась на грани поражения. Хотя у её соперницы, Кори Хоман, было два матч-пойнта, в результате Эстер отыгралась и победила 6-2, 4-6, 7-6 (5). По признанию самой спортсменки, она бы восприняла окончание победной серии с облегчением, но никогда не стала бы специально проигрывать ради этого.
В парном разряде Вергер завоевала серебряную медаль, уступив вместе с Йиске Гриффьюн своей сопернице по одиночному финалу — Кори Хоман, игравшей в паре с Шарон Валравен.
Турнир спортсменов-колясочников на Открытом чемпионате США в том году не проводился, на открытых чемпионатах Франции и Австралии Вергер, уже традиционно, победила в обоих разрядах. В конце года Эстер второй раз за карьеру была удостоена Laureus World Sports Awards и стала послом Международного паралимпийского комитета.

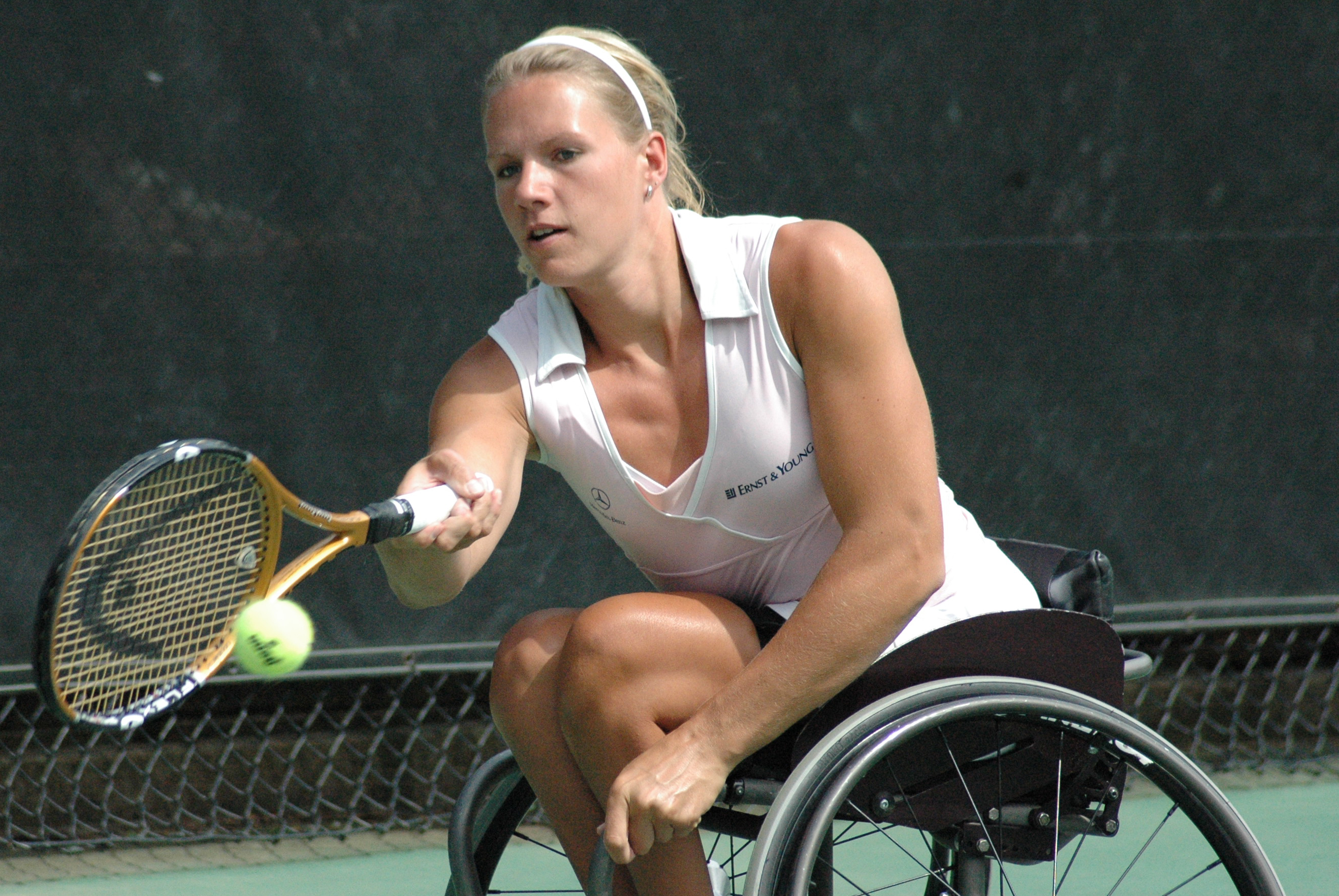
Эстер Вергер. 2009 г.

По словам самой Вергер, после Паралимпиады в Пекине она впервые стала задумываться об уходе из профессионального спорта, но нашла силы и мотивацию на ещё один олимпийский цикл.
В 2009 году Эстер начала заниматься с известным специалистом Свеном Груневелдом, который тренировал таких спортсменов, как Мария Шарапова, Томми Хаас, Ана Иванович и многих других. В том же году парные соревнования колясочников впервые проводились на Уимблдоне. Вергер победила на всех турнирах Большого Шлема в парном и одиночном разрядах, причём в паре с ней играла Кори Хоман. Всего Вергер завоевала на турнирах этого года семь одиночных и шесть парных титулов, а со сборной Нидерландов снова выиграла командный Кубок мира для теннисистов-колясочников.
В 2010 году Вергер во второй раз в карьере пропускала Открытый чемпионат Австралии, в одиночном разряде победила во Франции и США, в парном — в США и на Уимблдоне, но уступила в финале во Франции. 20 ноября, после полуфинала заключительного турнира серии «Мастерс», её победная серия в одиночном разряде дошла до 400 матчей, а на следующий день она завоевала чемпионский титул, победив в финале Даниелу Ди Торро. В этом году её, первой из спортсменов-инвалидов, пригласил спортивный журнал ESPN Magazine для съёмок обнажённой в традиционной серии The Body Issue «Тела, о которых мы мечтаем».
2011 год снова стал годом абсолютных достижений — Эстер выиграла все турниры Большого шлема и итоговый турнир в одиночном и парном разрядах, а также командный Кубок мира. Самой трудной оказалась победа в парном турнире на Уимблдоне. Вергер и её напарнице Шарон Валравен пришлось отыгрываться со счёта 2-5 в решающем сете матча против Йиске Гриффьюн и Аник ван Кот. В общей сложности она победила за сезон на восьми одиночных и пяти парных турнирах. За два сезона, 2010 и 2011 годов, Эстер не проиграла ни одного сета в одиночных матчах.

### 2012—2013. Завершение спортивной карьеры
Завершающий год карьеры спортсменка отметила победами в одиночном и парном разрядах в Австралии и на Ролан Гаррос (турнир колясочников в США снова был отменён из-за слишком большой нагрузки в олимпийский год) и двумя золотыми медалями на Паралимпийских играх в Лондоне. Всего за год она завоевала десять титулов в одиночном разряде. За достижения на лондонской Паралимпиаде Вергер была удостоена ежегодной награды Международного паралимпийского комитета в номинации «Лучшая спортсменка года».
После победы в Лондоне Вергер решила сделать перерыв в выступлениях для того, чтобы обдумать своё будущее. По её словам, окончательное решение закончить карьеру она приняла, наблюдая дома по телевизору матчи Открытого чемпионата Австралии 2013 года. Эстер поняла, что нисколько не сожалеет о том, что не находится среди участников, и готова начать новую жизнь.
Олимпийский турнир стал последним соревнованием в карьере Вергер, но официально она объявила о завершении выступлений 12 февраля 2013 года, во время традиционного турнира в Роттердаме. К официальному завершению карьеры был приурочен выпуск автобиографической книги «Сильная и ранимая» (нидерл. Kracht & Kwetsbaarheid), предисловие к которой написал Роджер Федерер.
К моменту завершения карьеры выигрышная серия Вергер достигла 470 одиночных матчей подряд. Во всех матчах серии она проиграла только 18 сетов и одержала 95 побед «всухую» со счетом 6-0, 6-0 — это абсолютный рекорд во всех категориях теннисных соревнований. Теннисистка из Нидерландов была первой ракеткой мира в течение 688 недель, в том числе 642 недели непрерывно, со 2 октября 2000 года до 21 января 2013 года. Тринадцать лет подряд она удерживала титул чемпионки ITF по теннису на инвалидных колясках.

### Техника и стиль игры
По мнению самой Вергер, один из главных факторов, обеспечивавших её превосходство над соперницами, — подача. В теннисе на колясках, в отличие от обычного варианта игры, преимущество как правило имеет принимающий, и она была практически единственным игроком, имевшим преимущество на своей подаче. Сильную подачу (её скорость доходила до 125 км/ч) Эстер связывала с остаточной чувствительностью в левой ноге. Помимо этого, она выделяла способность хорошо передвигаться по корту на коляске, приобретённую благодаря занятиям баскетболом, а также психологическую устойчивость, самодисциплину и умение использовать слабости противников, включая более высокую степень инвалидности.
Её партнёр по парным турнирам и неоднократная соперница, паралимпийская чемпионка Шарон Валравен считала, что важным фактором побед Вергер было умение сохранять спокойствие и высочайший уровень концентрации по ходу всего матча.
Известные теннисные обозреватели Бад Коллинз и Бен Ротенберг выделяли мощь и точность её ударов, в особенности форхенда (удара открытой ракеткой), позволявшие ей часто пробивать навылет. Коллинз также отмечал интересную особенность её техники — Вергер использовала одну и ту же сторону ракетки при ударах и справа, и слева. Отмечалась и её мобильность и скорость на корте — хотя в теннисе на колясках допускаются два отскока мяча, Вергер была достаточно быстра, чтобы чаще играть с первого отскока, чем со второго.

### Заработки
Основную часть заработков Эстер составляли доходы от спонсорских контрактов, поскольку денежные призы на турнирах инвалидов очень невелики; так, в 2010 году чемпион в соревнованиях колясочников на Уимблдоне получил 9600 долларов, в то время как чемпионы в одиночных разрядах среди здоровых спортсменов — 1 700 000 долларов каждый. По словам самой Вергер, призовые приносили ей не более 40 000 долларов в год. В число её спонсоров входили как производители спортивной экипировки, такие как Head и Adidas, так и компании, не связанные со спортом напрямую, — Ernst & Young, Mercedes и другие.

## После завершения карьеры
Эстер получила степень магистра по специальности «Международный спортивный менеджмент» в Институте Йохана Кройфа. Занимает пост директора турнира ABN AMRO World Wheelchair Tennis Tournament, проводящегося в Роттердаме совместно с профессиональным мужским турниром серии ATP 500. Возглавляет собственный благотворительный фонд — Ester Vergeеr Foundation, который помогает детям и подросткам-инвалидам заниматься спортом. Кроме того, Эстер работает консультантом паралимпийской сборной Нидерландов, выступает с лекциями и ведёт авторскую колонку в крупнейшей голландской газете De Telegraaf.
После ухода из профессионального тенниса для поддержания формы Вергер снова стала играть в баскетбол, а через полтора года после окончания карьеры вновь взяла в руки теннисную ракетку.
В 2016 году Национальный олимпийский комитет Нидерландов наградил Эстер премией имени Фанни Бланкерс-Кун за выдающуюся спортивную карьеру. В 2023 году Вергер была избрана в Международный зал теннисной славы вместе с ещё одним теннисистом-колясочником Риком Дрейни.
Вергер была заместителем главы голландской делегации на летних Паралимпийских играх в Рио-де-Жанейро и главой делегации на зимней Паралимпиаде в Пхёнчхане в 2018 году.

## Статистика выступлений на крупнейших турнирах

### Одиночный разряд
| Турнир                    | 1998 | 1999 | 2000 | 2001           | 2002           | 2003           | 2004  | 2005           | 2006           | 2007           | 2008  | 2009           | 2010           | 2011           | 2012  | Итог    |
| ------------------------- | ---- | ---- | ---- | -------------- | -------------- | -------------- | ----- | -------------- | -------------- | -------------- | ----- | -------------- | -------------- | -------------- | ----- | ------- |
| Турниры Большого Шлема    |      |      |      |                |                |                |       |                |                |                |       |                |                |                |       |         |
| ОЧ Австралии              | НП   | НП   | НП   | НП             | П              | П              | П     | НУ             | П              | П              | П     | П              | НУ             | П              | П     | 9 / 9   |
| ОЧ Франции                | НП   | НП   | НП   | НП             | НП             | НП             | НП    | НП             | НП             | П              | П     | П              | П              | П              | П     | 6 / 6   |
| ОЧ США                    | НП   | НП   | НП   | НП             | НП             | НП             | НП    | П              | П              | П              | НП    | П              | П              | П              | НП    | 6 / 6   |
| Итог                      | -    | -    | -    | -              | 1 / 1          | 1 / 1          | 1 / 1 | 1 / 1          | 2 / 2          | 3 / 3          | 2 / 2 | 3 / 3          | 2 / 2          | 3 / 3          | 2 / 2 | 21 / 21 |
| Паралимпийские игры       |      |      |      |                |                |                |       |                |                |                |       |                |                |                |       |         |
|                           | НП   | НП   | П    | Не проводились | Не проводились | Не проводились | П     | Не проводились | Не проводились | Не проводились | П     | Не проводились | Не проводились | Не проводились | П     | 4 / 4   |
| Wheelchair Tennis Masters |      |      |      |                |                |                |       |                |                |                |       |                |                |                |       |         |
|                           | П    | П    | П    | П              | П              | П              | П     | П              | П              | П              | П     | П              | П              | П              | НУ    | 14 / 14 |

### Парный разряд
| Турнир                    | 1998 | 1999 | 2000 | 2001           | 2002           | 2003           | 2004  | 2005           | 2006           | 2007           | 2008  | 2009           | 2010           | 2011           | 2012  | Итог    |
| ------------------------- | ---- | ---- | ---- | -------------- | -------------- | -------------- | ----- | -------------- | -------------- | -------------- | ----- | -------------- | -------------- | -------------- | ----- | ------- |
| Турниры Большого Шлема    |      |      |      |                |                |                |       |                |                |                |       |                |                |                |       |         |
| ОЧ Австралии              | НП   | НП   | НП   | НП             | НП             | НП             | П     | НУ             | П              | П              | П     | П              | НУ             | П              | П     | 7 / 7   |
| ОЧ Франции                | НП   | НП   | НП   | НП             | НП             | НП             | НП    | НП             | НП             | П              | П     | П              | Ф              | П              | П     | 5 / 6   |
| Уимблдон                  | НП   | НП   | НП   | НП             | НП             | НП             | НП    | НП             | НП             | НП             | НП    | П              | П              | П              | 1/2   | 3 / 4   |
| ОЧ США                    | НП   | НП   | НП   | НП             | НП             | НП             | НП    | П              | П              | П              | НП    | П              | П              | П              | НП    | 6 / 6   |
| Итог                      | -    | -    | -    | -              | -              | -              | 1 / 1 | 1 / 1          | 2 / 2          | 3 / 3          | 2 / 2 | 4 / 4          | 2 / 3          | 4 / 4          | 2 / 3 | 21 / 23 |
| Паралимпийские игры       |      |      |      |                |                |                |       |                |                |                |       |                |                |                |       |         |
|                           | НП   | НП   | П    | Не проводились | Не проводились | Не проводились | П     | Не проводились | Не проводились | Не проводились | Ф     | Не проводились | Не проводились | Не проводились | П     | 3 / 4   |
| Wheelchair Tennis Masters |      |      |      |                |                |                |       |                |                |                |       |                |                |                |       |         |
|                           | НП   | НП   | Ф    | П              | П              | П              | П     | П              | П              | П              | П     | П              | П              | П              | НУ    | 11 / 12 |